# Asai Toshimitsu
Toshimitsu Asai (sinh ngày 4 tháng 4 năm 1983) là một cầu thủ bóng đá người Nhật Bản.

## Sự nghiệp câu lạc bộ
Toshimitsu Asai đã từng chơi cho Sagan Tosu, Blaublitz Akita và Nara Club.